# Primetime
För TV-begreppet, se Bästa sändningstid
Primetime är ett svenskt mobilspel i form av livesänd frågesport som lanserades i mars 2018. Frågesporten spelas klockan 20.00 varje dag, vilket i traditionell tablåsänd TV är "primetime", bästa sändningstid. Tema-quiz och extra sändningar förekommer också som exempelvis sport-quiz 20:45 på tisdagar och afterwork/populärkultur-quiz 15:00 på fredagar. En vanlig vecka är det 10 quiz. Den som klarar alla elva frågor får dela på prispotten som brukar ligga på några tusen kronor, detta innebär att vinsten per person brukar vara drygt 10 kronor. Deltagande kräver ett verifierat mobilnummer och ett spel tar ungefär 10 minuter. Det är gratis att vara med, spelet är finansierat med annonser och försäljning av merchandise. Programmet vann årets specialpris i Kristallen 2019 och Bästa Digitala Annonsmiljö på Mixx Awards 2022. 

## Historik

### 2018
Spelet skapades i Stockholm av sex vänner som arbetade och hade företag i webb-, event- och annonsbranschen, Martin Palm, Daniel Weilar, Petter Lindqvist, Tomas Jämtbäck, Johan Ribb och Fredrik Kilian. Namnet de valde på sitt nyskapade företag blev Sventertainment AB. De hade sett ett motsvarande amerikanskt spel, HQ Trivia, och ville testa att göra en svensk variant. Första sändningen var den 16 mars 2018, där det bara var 43 spelare och de flesta var anhöriga till skaparna. Men appen spred sig snabbt, trots att de startade upp utan något kapital eller någon marknadsföringsbudget. Första sponsorn var McDonald’s. Under sommaren hade de samarbete med restaurangkedjan Max där de deltog på musikfestivalen Way Out West och i samarbete med Betsson gjordes särskilda sändningar under fotbolls-VM 2018. Efter sommaren spelade omkring 25 000 per omgång och senare under hösten närmare 100 000. Första gången det blev fler än 100 000 spelare var julafton 2018, och programledaren Martin Palm sände hemifrån sitt julfirande.

### 2019
Primetime var som mest populärt i början av 2019, med ett rekord på 142 345 spelare under ett quiz. Samtidigt i januari 2019 lanserades spelet i Danmark, varefter det lanserats i Finland i februari och Norge i mars. Det lanserades även i Polen i maj 2019, en satsning som lite senare lades ner.  

### 2020
Primetime klarade sig bra genom covid-19-pandemin, då tittarsiffrorna ökade. Enligt ägaren Daniel Weilar var däremot företag inte lika villiga att annonsera . Primetime köptes i augusti 2020 upp av Mag Interactive för 20 miljoner kronor, där Primetime gjorde klart att de skulle fortsätta att fungera som vanligt med ett självständigt bolag med samma ledning som tidigare. I samband med köpet flyttade Primetime sin studio till Mag Interactives huvudkontor på Norrmalm i Stockholm.

### 2021
År 2021 lanserades funktionen livequiz i Tyskland i appen QuizDuel (tyska Quizkampen som har Mag Interactive som ägare), men det var Primetime som förvaltade quizen då det till exempel sändes från studion i Stockholm (likt de andra länderna förutom Danmark).

### 2022
Det gick inte lika bra för Primetime i de andra nordiska länderna som i Sverige. Primetime Norge, Finland och Danmark annonserade i september 2022 på instagram att de skulle ta en paus på obestämd tid. Samma månad gavs samma besked för Mag Interactives tyska livequiz. I slutet av 2022 lanserade Primetime merchandise.

### 2025
Grundaren Martin Palm köpte i januari tillbaka Primetime från Mag Interactive för en krona med en potentiell tilläggsköpeskilling baserad på framtida vinster.

## Spelets gång
Appen finns tillgänglig på App store, Google play och AppGallery. I teorin behöver man har fyllt 18 år för att vara med och spela i och med att man kan vinna pengar, men i praktiken verkar Primetime tillåta alla åldrar. Ursprungligen var det en frågesport som presenteras av en spelledare i en direktsändning. En push-notis skickas ut 19:59 där en nedräkning på 3 minuter sätts igång, första minuten pratar programledaren, teknikern och chatten med varandra om allmänna saker, sedan när klockan slår 20:00 pratar programledaren om kvällens quiz och kommande sändningar, om det är en sponsor brukar den presenteras och det ges ofta ut exklusiva proverbjudanden hos sponsorn. Spelledaren står framför en greenscreen och ställer oftast elva frågor med ökande svårighetsgrad där i princip alla kan första frågorna, och de flesta kan frågorna fram till fråga 7, medan det är en minoritet som kan de sista frågorna. Det är två eller tre svarsalternativ samt tio sekunders betänketid. Samtidigt rullar inlägg från en chat där de tävlande har möjlighet att medverka. Vid felaktigt svar åker spelaren ut, men om man har en "livboj" kan man använda den till och med fråga 7 för att ta sig tillbaka in i spelet. Men den kan endast användas en gång per spel.
Det finns olika sätt att få livbojar, man kan till exempel bjuda in en vän eller vara med i pokaljakten, där man genom olika uppdrag kan tjäna ihop pokaler och sedan konvertera tio stycken pokaler till en livboj. Klockan 12:00 varje dag släpps dagens pokalfråga som ger en pokal vid rätt svar. Sedan på finns det kvällens pokalfråga under quizet som kan till exempel lyda "svara rätt på fråga 4 så vinner du en pokal" eller "svara rätt på frågan om Belgien så vinner du en pokal". Man vinner även en pokal för varje dag man håller sin "streak" igång. Man får också en pokal om man kvalificerar sig till veckofinalen (ett extra svårt quiz på söndagar 20:45 där endast spelare som fått över 20 rätt under veckan får spela). Detsamma gäller om man klarar 30 frågor på en vecka. Det innebär att det går att få upp till 23 pokaler på en vecka vilket innebär 2,3 livbojar per vecka. Dessutom får man en livboj om man spelar fyra dagar i rad. Alternativt går det också att få livbojar genom att vara med på tävlingar på Primetimes instagram eller Facebook. Det finns planer på att i framtiden lansera livbojar som in-app-köp.
I snitt ligger vinsten på drygt 10 kronor per person, men det kan bli storvinster om det är få spelare som vinner och hög prispott, den största vinsten var på 10 000 kronor och den högsta potten var på 55 000 kronor. Priserna registreras i spelarnas app och kan utbetalas till bankkonto eller skänkas till välgörenhet. Det tar upp till tre veckor att få pengarna till bankkontot. Alternativt om man vill stötta Primetime kan man behålla sina vinstpengar i appen i 6 månader efter vinstdagen, då ska pengarna inte finnas tillgängliga i appen längre. Ibland är det livbojar eller pokaler i prispotten.
Hösten 2023 var genomsnittliga spelarantalet per omgång är drygt 15 000. Vid extra stora potter eller uppskattade teman kan spelarantalet höjas till 30 000. Det är nästan 100 000 unika spelare varje månad. Samtidigt ligger prispotten på några tusen kronor i snitt och genomsnittliga vinsten per sändning och person var på drygt 10 kronor, vilket innebär att det brukar vara 15 % av alla spelare som vinner. Spelarantalet, prispotten och vinsten har hållit sig på ungefär samma nivå under början av 2020-talet. 

## Övriga funktioner i appen
- Utmana en vän. Under vissa kampanjveckor kan man få en livboj som pris om man kommer längre i quizet än vännen.
- Inboxen, här finns nödvändig information som till exempel veckans schema, rabattkoder/gratis provperioder från sponsorer och inbjudningar till stängda quiz.
- Statistik, där man till exempel kan se hur mycket man har spelat och hur man har presterat och jämföra detta med den genomsnittliga primetimern.

## Variationer och teman
Inför varje vecka finns det ett veckoschema för alla sändningar där det står om det är något speciellt tema. I snitt brukar det vara tema-quiz varannan dag. På tisdagar 20:45 är det alltid sport-quiz, på fredagar klockan 15.00 är det AW-quiz, på lördagar är det oftast ett musik-quiz och på söndagar 20:45 är det veckofinalen som inte har något tema förutom att det är en svårare frågemix än vanligt. Sista dagen på månaden är det alltid månadsfinal vilket innebär en högre pott än vanligt och återanvända frågor från månaden som har gått.
Dessutom kan det ibland ett stängt quiz 20:45, där det är sponsorer som säljer alkohol, så man måste i inbjudan ange att man är över 25 år gammal. Vissa omgångar har haft 15 frågor. Ibland har Primetime "One winner takes it all"-quiz där quizet fortsätter tills det bara finns en spelare kvar. Vid dessa tillfällen brukar det alltid vara en speciell pott, som till exempel en resa, mobil, elsparkcykel, cykel eller en större pott än vanligt. Primetime har även haft quiz på nyårskvällen där programledaren och teknikern firar in det nya året tillsammans med spelarna/tittarna. Spelet gästas ibland av kändisar och komiker. Exempel på kändisar som har gästat är Pernilla Wahlgren och Rickard Olsson.
2024 lanserades ett nytt quizformat vid namn poängjakten. Största skillnaden från det vanliga quizformatet är att den elfte frågan är en utslagsfråga och den som kommer närmast vinner hela prispotten. För att nå den elfte frågan behöver man 6 000 poäng av 11 000 möjliga poäng. Hur många poäng man får för att svara rätt på en fråga varierar. Ingen livboj kan användas eftersom alla spelare får svara på dessa tio frågor.

## Programledare i svenska Primetime 2024
- Martin Palm
- Agnes Shutrick
- Olivia J Berntsson
- Félix Germaneau
- Emil Apell
- Jan Tauer
- Robin Berglund
- Fanny Klefelt
- Josefin Lindgren

## Tekniker i svenska Primetime 2024
- Douglas Cooper
- Erik Bolldén
- Ivar Wilenius
- Lovisa Rogers
- Samuel Eriksson
- Stina Neubeck
- Knut Paulson

## Övrigt
Primetime har över 2,5 miljoner nedladdningar i Norden, varav 1,4 miljoner är svenska. Primetime har även 200 000 följare på sociala medier i Norden, varav 90 000 är svenska. I samband med Primetimes 5-årsfirande (16 mars 2023) meddelade de att Primetime har spelats mer än 110 miljoner gånger fördelat på 7700 sändningar. Spelarna har skänkt över 1,5 miljoner kronor till välgörenhet, och det har varit över 8 miljoner kronor i potter, vilket innebär att nästan var femte Primetimer har skänkt sina vinstpengar. I samband med att Primetime firade att de hade sänt varje dag i 2 000 dagar (6 september 2023), meddelade Martin Palm att det har ställts ungefär 100 000 frågor.